# Готшалк фон Дипхолц
Готшалк фон Дипхолц (на немски: Gottschalk von Diepholz; † 1 януари 1119) от фамилията на господарите на Дипхолц, е епископ на Оснабрюк (1110 – 1119).

## Биография
Син е на Готшалк фон Дипхолц. Той става домпропст в Минден. Хайнрих V го номинира за епископ на Оснабрюк. След това той е на страната на папата и противник на императора. Умира по време на саксонско въстание против императора.
Той е погребан в манастирската църква на бенедиктинския манастир в Ибург. Красивият му гроб е запазен.
От 1086 г. до края на 17 век епископите на Оснабрюк резидират в Ибург.